# Ebus Onuchukwu
Ebus Onuchukwu (* 9. duben 1984 v Lagosu) je nigerijský fotbalový útočník v současnosti bez angažmá.

## Fotbalová kariéra
Svoji fotbalovou kariéru začal tento útočník v rodném Bridge Boys F.C., kde se propracoval až do A-týmu. V roce 2005 se rozhodl okusit své první zahraniční angažmá a půl roku strávil v albánském KF Apolonia Fier, následně strávil opět půl rok v řeckém Lamia F.C., odkud zamířil na jednu sezonu do Rodos F.C., následně do Atsalenios F.C. a Ethnikos Katerini F.C. V létě 2009 přestoupil do FK Fotbal Třinec, ze kterého po dvouletém angažmá přestoupil do anglického Lowestoft Town F.C. a o rok později do FC Baník Ostrava. Od zimy 2013 je volným hráčem.